# Ramón Rodríguez
Pour les articles homonymes, voir Ramón Rodríguez (homonymie).
Ramón Rodríguez, ou Ramon Rodriguez, est un acteur portoricain, né le 20 décembre 1979 à Río Piedras (San Juan).

## Biographie
Ramón Rodríguez naît le 20 décembre 1979 à Río Piedras, à San Juan.
En 2005, il commence sa carrière au cinéma, dans L'Impasse : De la rue au pouvoir (Carlito's Way: Rise to Power) où il donne la réplique à Mario Van Peebles et Luis Guzmán.
En 2008, il joue aux côtés d'Edward Norton et Colin Farrell dans Le Prix de la loyauté.
Après la comédie Surfer Dude en 2008, Michael Bay offre à Ramon Rodriguez un rôle dans sa superproduction Transformers 2 : La Revanche. Puis Tony Scott fait appel à ses services pour L'Attaque du métro 123, un remake du film de 1974 Les Pirates du métro, avec Denzel Washington et John Travolta en tête d'affiche.
Depuis 2023, il tient le rôle principal de la série Will Trent.

## Filmographie

### Cinéma

#### Longs métrages
- 2005 : L'Impasse : De la rue au pouvoir (Carlito's Way: Rise to Power) de Michael Bregman : Angel Rodriguez
- 2008 : Surfer, Dude de S.R. Bindler : Lupe La Rosa
- 2008 : Le Prix de la loyauté (Pride and Glory) de Gavin O'Connor : Angel Tezo
- 2009 : L'Attaque du métro 123 (The Taking of Pelham 123) de Tony Scott : Delgado
- 2009 : Transformers 2 : La Revanche (Transformers: Revenge of the Fallen) de Michael Bay : Leo Spitz
- 2011 : World Invasion: Battle Los Angeles (Battle: Los Angeles) de Jonathan Liebesman : William Martinez
- 2014 : Need for Speed de Scott Waugh : Joe Peck
- 2017 : Megan Leavey de Gabriela Cowperthwaite : le caporal Matt Morales
- 2020 : Le Seul et Unique Ivan (The One and Only Ivan) de Thea Sharrock : George
- 2022 : Lullaby de John R. Leonetti : John
- 2025 : G20 de Patricia Riggen : Manny Ruiz

#### Courts métrages
- 2005 : Dealbreaker de Gwyneth Paltrow et Mary Wigmore : Ramón
- 2005 : 5G d'Alessandro Tanaka : Johnny
- 2006 : The Wannabe d'Althea Wasow : David

### Télévision

#### Séries télévisées
- 2005 : Rescue Me : Les Héros du 11 septembre (Rescue Me) : Kevin Vasquez 2 épisodes
- 2006-2008 : Sur écoute (The Wire) : Renaldo 8 épisodes
- 2006 : New York, unité spéciale (Law & Order: Special Victims Unit) (saison 7, épisode 12 : Infected) : DJ Manny
- 2007-2009 : Day Break : Damien Ortiz 11 épisodes
- 2011 : Charlie's Angels : John Bosley 8 épisodes
- 2014 : Gang Related : Ryan Lopez 13 épisodes
- 2017 : Iron Fist : Bakuto 5 épisodes
- 2017 : The Defenders : Bakuto 4 épisodes
- 2018 : The Affair : Ben Cruz 5 épisodes
- depuis 2023 : Will Trent : Will Trent

## Voix francophones
| En France - Damien Ferrette dans : - Charlie's Angels (série télévisée) - Iron Fist (série télévisée) - The Defenders (série télévisée) - Le Seul et Unique Ivan - G20 - Emmanuel Garijo dans : - Need for Speed - Day Break (série télévisée) | Et aussi - Franck Lorrain dans L'Attaque du métro 123 - Alexis Tomassian dans Transformers 2 : La Revanche - Rémi Bichet dans World Invasion: Battle Los Angeles - Marc Saez dans Gang Related (série télévisée) - Nessym Guetat dans The Affair (série télévisée) - Anatole de Bodinat dans Will Trent (série télévisée) |

Au Québec
- Nicholas Savard L'Herbier dans :
  - Transformers : La revanche
  - Mission : Los Angeles
- Martin Desgagné dans Pelham 123 - L'ultime station
- Pierre-Yves Cardinal dans Need for Speed
- Éric Bruneau dans Megan Leavey